# 粗须铲颌鱼
粗须铲颌鱼（学名：Varicorhinus barbatus）为鲤科突吻鱼属的鱼类，是中国的特有物种。分布于广东的东江、西江水系及湖南等地。该物种的模式产地在广西、湖南。

## 扩展阅读
維基物種上的相關：粗须铲颌鱼